# Prepuštovec (Budinščina)
Prepuštovec is een plaats in de gemeente Budinščina in de Kroatische provincie Krapina-Zagorje. De plaats telt 82 inwoners (2001).